# كريستيان هيرتر
كريستيان هيرتر (بالإنجليزية: Christian Herter)‏ هو سياسي أمريكي و حاكم لاوية ماساتشوستس من 1953-1957 ووزير خارجية الولايات المتحدة من 1959-1961.

## روابط خارجية
- كريستيان هيرتر على موقع IMDb (الإنجليزية)
- كريستيان هيرتر على موقع مونزينجر (الألمانية)
- كريستيان هيرتر على موقع إن إن دي بي (الإنجليزية)